# Birnbrot
Le birnbrot (littéralement pain aux poires) est une pâtisserie sucrée de Noël suisse-allemande. Ce plat est composé d'une riche  pâte qui contient une garniture de poire avec du brandy de  cerises.

## Description
D'après l'Atlas der schweizerischen Volkskunde de 1950, il existe deux types principaux de « birnbrot » : dans l'un d'eux, un mélange de fruit est étalé sur la pâte et roulé avec elle, tandis qu'une deuxième méthode de préparation consiste à mélanger le fruit avec la pâte et en même temps l'envelopper à l'extérieur avec une pâte.